# Jordin Sparks
Jordin Sparks (1989, Glendale, Arizona, Estats Units) és una cantant de rhythm and blues i pop estatunidenca. Va ser la guanyadora de "American Idol" el 2007. Sparks publicà el seu debut, "For Now" el novembre de 2003. La seva primera cançó després d'haver guanyat el concurs va ser "Tattoo". El seu segon senzill "No Air", al costat de Chris Brown, va ser un èxit global.

## Discografia
Àlbums d'estudi
- 2007: Jordin Sparks
- 2009: Battlefield

EPs
- 2003: For Now
- 2007: Jordin Sparks (EP)

## Gires
- 2007: American Idols LIVE! Tour 2007
- 2008: As I Am Tour (Acte de suport)
- 2008: Jesse & Jordin LIVE Tour
- 2009: Jonas Brothers World Tour 2009 (acte de suport al North American leg)
- 2009: The Circus Starring: Britney Spears (Acte de suport al segon North American leg)